# Michael Kemmer

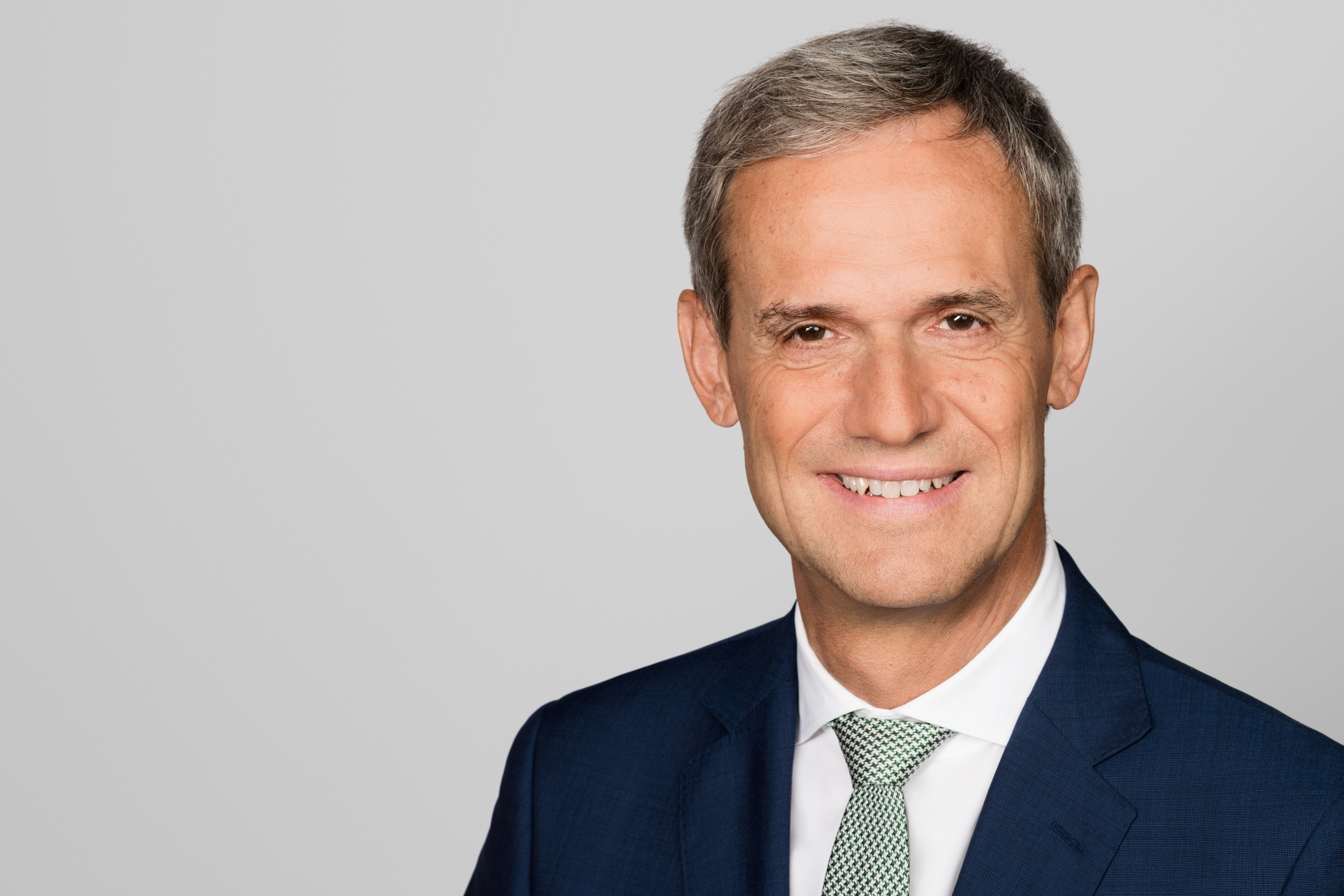
Michael Kemmer (2014)

Michael Kemmer (* 30. April 1957 in Nördlingen) ist ein deutscher Manager. Er war von 2010 bis 2017 Hauptgeschäftsführer und Vorstandsmitglied des Bundesverbandes deutscher Banken.

## Leben
Nach der Ausbildung zum Bankkaufmann studierte Michael Kemmer Wirtschaftswissenschaft an der Ludwig-Maximilians-Universität München. Nach dem Studium war er zunächst bei der Bayerischen Vereinsbank beschäftigt, bevor er 1994 die Bereichsleitung Finanzen bei der DG Bank in Frankfurt und zwei Jahre später die Bereichsleitung Konzern-Rechnungswesen und -Controlling bei der HypoVereinsbank übernahm. Von 2003 bis Ende 2005 war er dort als Risikovorstand dafür zuständig, Gefahren für die Bank klein zu halten. Nach der Übernahme der HypoVereinsbank durch die italienische UniCredit Group 2005 und einem Disput mit seinem neuen Chef verließ Kemmer das Unternehmen.
2006 wurde er Finanzvorstand der BayernLB. Dort übernahm Kemmer den Vorstandsvorsitz Anfang März 2008 von Werner Schmidt. Dieser hatte am 19. Februar 2008 seinen Rücktritt angekündigt, nachdem die Bank durch massive Fehlspekulationen in die Schlagzeilen geraten war.
Am 14. Dezember 2009 trat Kemmer als Vorstandsvorsitzender der BayernLB zurück. Er zog damit die Konsequenzen aus der Verstaatlichung der BayernLB-Tochter Hypo Group Alpe Adria (HGAA) in Österreich und den damit verbundenen Abschreibungen für die BayernLB. Sein Nachfolger wurde kommissarisch der bisherige Finanzvorstand Stefan Ermisch.
Vom 1. Oktober 2010
bis Ende 2017 war Kemmer Hauptgeschäftsführer und Vorstandsmitglied des Bundesverbandes deutscher Banken in Berlin.
Im Mai 2011 wurde im Zusammenhang mit dem Kauf der Hypo Group Alpe Adria gegen Kemmer und sieben andere ehemalige Vorstände der BayernLB Anklage wegen Untreue und Bestechung erhoben.
Am 26. August 2014 stellte das Gericht das Verfahren gegen Zahlung einer Geldauflage in Höhe von 20.000 Euro ein, nachdem kein Nachweis wegen Untreue oder Bestechung erbracht worden war.
In der Vergangenheit hatte Kemmer Aufsichtsratsmandate bei folgenden Firmen: Logwin AG, Luxemburg, BayernInvest Kapitalbeteiligungsgesellschaft mbH (München), cash.life AG (Pullach), Deutsche Kreditbank AG (Berlin). Vom 1. April 2008 bis 14. Dezember 2009 war Kemmer Mitglied des Verwaltungsrates der DekaBank Deutsche Girozentrale. Seit Ende 2017
ist Kemmer Beiratsmitglied beim Fintech-Unternehmen Loanboox, das Kredite an Städte und Kommunen vermittelt (Stand August 2018). Zudem ist er Beirat beim unabhängigen Asset-Manager Up2invest, der Vermögensverwaltung Amundi Deutschland und dem Digitalisierungs-Spezialisten United Signals.